# 系舟山
系舟山，是指山西省阳曲县忻县盂县交界的山脉。为五台山西南方向的延申。北东走向，长80km。太原东山也列入系舟山范围。为汾河与滹沱河分水岭。

## 地理
山脉的西侧为忻(县)定(襄)盆地，西南为太原盆地，东为盂县山区，东北与五台山隔滹沱河对峙。山脊线靠近忻定盆地，北坡陡峭，高差达1100米，以断层崖与忻定盆地相接；南坡缓斜。东高西低，北高南低。
主峰柳林尖山海拔2102米。读书山（1898米）、天翅恼（2023米）、南坪梁（2022米）、小五台山（1986米）、驴蹄脑（2039米）、山神爷尖（1898米）等。
主脉东南为杨兴河谷地，为向斜构造上，经历长期的流水侵蚀和溶蚀作用，堆积第三系红土和更新统黄土而成。河谷两侧冲沟发育，延伸几公里，地形支离破碎。沟谷已切入基岩，谷坡石灰岩裸露。
杨兴河谷地以东，为北东走向的山脉，高1500米-1700米。

## 地质
石灰岩裸露，主脉属溶蚀侵蚀强烈的中山。由寒武、奥陶系灰岩组成的向斜构造。